# Burg Jörgenberg (Waltensburg)
Die Ruine Jörgenberg (rätoromanisch Munt Sogn Gieri) steht in Waltensburg im schweizerischen Kanton Graubünden. Sie ist die grösste Burganlage der Surselva.

## Lage
Die Ruine der Spornburg liegt auf dem äussersten Felssporn eines langgezogenen Höhenrückens östlich von Waltensburg (Gemeinde Breil/Brigels). Jörgenberg war neben Kropfenstein, der Burg Grünenfels und der Burg Vogelberg eine der ursprünglich vier Burgen in Waltensburg und bereits in der mittleren Bronzezeit besiedelt.

## Geschichte
Jörgenberg wird erstmals 765 in Bischof Tellos Testament als castellum erwähnt. Eine weitere frühe Erwähnung findet sich im rätischen Reichsurbar aus der Mitte des 9. Jahrhunderts: Da wird bereits von der ecclesia sancti Georgii in Castello gesprochen, der St. Georgskirche in der Burg. Damit ist die Jörgenburg eine der am frühesten schriftlich bezeugten Burganlagen Graubündens. Die Erwähnungen bestätigen, dass die spätere Burganlage aus einem frühmittelalterlichen Kirchenbau hervorgegangen ist. Nach dem 9. Jahrhundert fehlen für Jörgenberg für längere Zeit Urkunden.
Über schriftliche Quellen verfügt man erst wieder am Anfang des 14. Jahrhunderts: Da erscheint sie als Besitz der Herren von Friberg. Diese waren edelfreien Standes und hatten ihren Sitz oberhalb des Dorfes Siat unweit von Waltensburg. Von ihrer Stammburg sind noch wenige Trümmer erhalten. Noch vor ihrem Aussterben hatten die Friberger 1330 beide Burgen an die Habsburger übertragen und sie als Lehen zurückerhalten.
Nach dem Tod des letzten Fribergers um 1330 beanspruchten die mächtigen Freiherren von Vaz das Lehen und besetzen Jörgenberg, um damit einer österreichischen Besetzung zuvorzukommen. Dagegen wehrten sich diese und verbündeten sich mit den Freiherren von Rhäzüns. Österreich anerkannte jedoch 1341/1342 die Ansprüche des Hauses Vaz. Der Herrschaftbereich Jörgenberg wurde, zusammen mit dem Sitz der Friberger in Siat, als Lehen der mit Rudolf von Werdenberg-Sargans verheirateten Ursula von Vaz (* 1310) vergeben.
1343 verzichteten die Grafen von Werdenberg als Erben des Hauses von Vaz auf alle Rechte an den beiden Burgen und überliessen sie im gleichen Jahr gegen eine Entschädigung von 1000 Mark den Freiherren von Rhäzuns. Diese kauften 1378 noch die benachbarte Herrschaft der Herren von Grünenfels dazu und vereinigten die beiden Gebiete zur neuen Herrschaft Jörgenberg. 1430 erhielten die Rhäzünser von König Sigismund die Bestätigung des Bannrechts für Sankt Jörgenberg. Die Burg wurde in der Folge Zentrum eines wichtigen Herrschaftszentrums mit Sitz eines Kastellans mit weitreichenden Befugnissen.
Nach dem Aussterben der Rhäzünser um 1450 kam Jörgenberg nach langem Erbstreit 1458 in den Besitz von Jos Niclaus von Zollern, dessen Mutter Ursula eine Angehörige der Herren von Rhäzüns gewesen war. Graf Jörg von Werdenberg wurde mit 3000 Reichsgulden abgefunden und verzichtete auf weitere Ansprüche.
1462 verkaufte die von Zollern die Herrschaft Jörgenberg unter Vorbehalt einiger Gebiete und der regionalen Bergbaurechte dem Kloster Disentis. Die Burg bildete allerdings weiterhin ein Zentrum für die gesamte Herrschaft und blieb Sitz des Kastellans, der nach wie vor die Steuern einzog. Auf ihr wurden Gefangene eingekerkert und, falls verurteilt, auf dem nahen Galgenhügel hingerichtet.
1539 verkaufte der Disentiser Abt Jörgenberg an Mathias von Rungs (surselvischer Geschlechtername für Derungs), der sich verpflichten musste, für den Unterhalt der Kirche zu sorgen. Ab 1580 war die Familie Gandreya (romanisch Candreja) im Besitz der Burg, welche sie noch bewohnt haben soll. 1632 klagte Maria Cadonau erfolgreich vor dem Gericht in Trun, dass der Vogt ihrer Enkelkinder nach dem Pesttod von Hertli v. Capol und seiner Gattin, sie und ihre Kinder auf der Burg bei strengstem Winter hinsiechen liess. Von da an wurde die Burg kaum mehr bewohnt. 1734 erwarb die Gemeinde Waltensburg, in deren Besitz sie noch heute ist. Da die Besitzfrage jedoch offenbar nach wie vor unklar war, kaufte sich die inzwischen zum reformierten Glauben übergegangene Gemeinde durch den hohen Betrag von 4500 Gulden von Kloster Disentis frei und kam dadurch rechtsgültig in den Besitz der Burg. Im Vertrag, der im Gemeindearchiv von Waltensburg liegt, hatte sich der Abt von Disentis den Titel «Herr von Jörgenberg» ausbedungen.

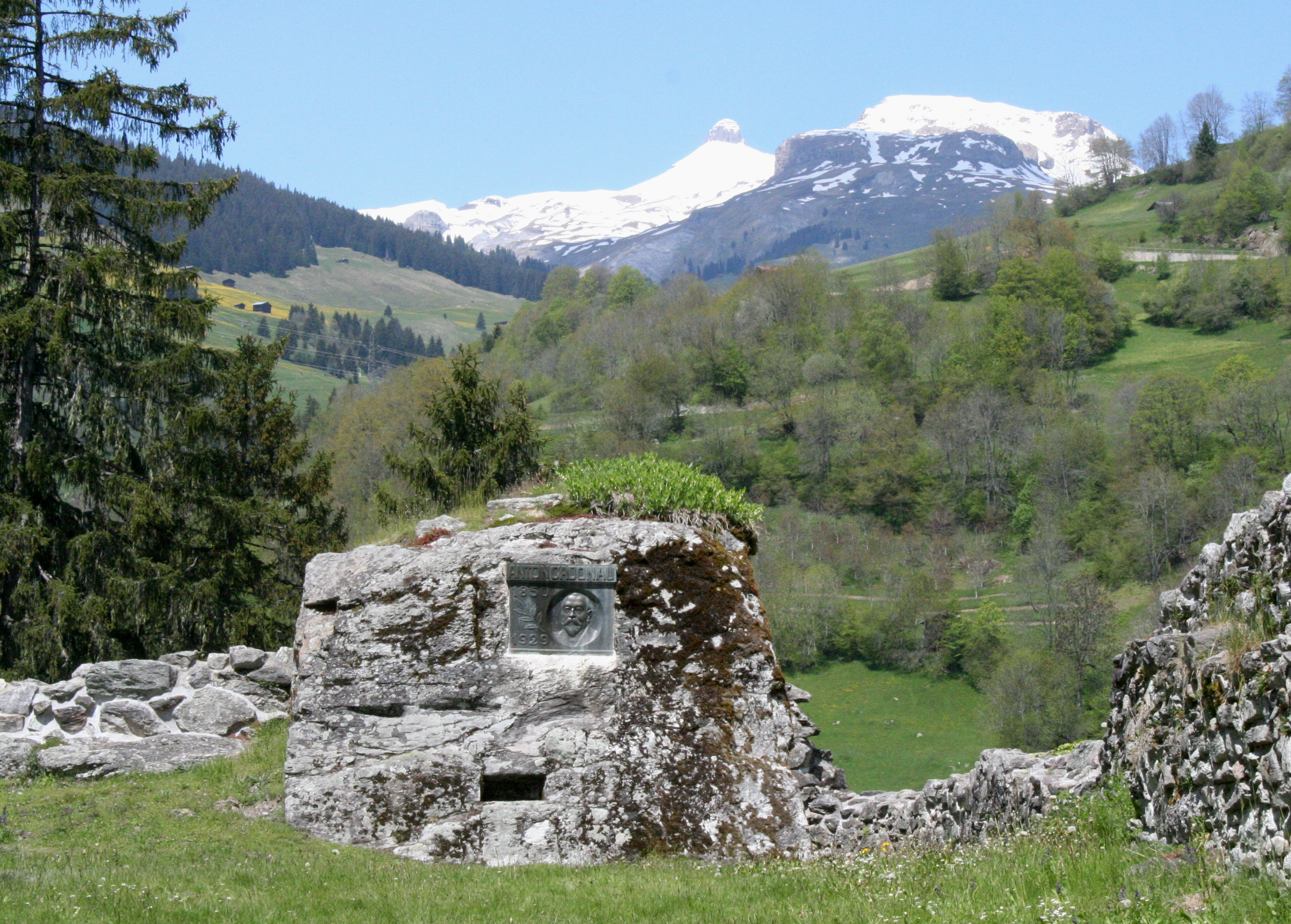
Gedenktafel für Anton Cadonau (1850–1929)

Spätestens im 17. Jahrhundert setzte der Zerfall der Anlage ein. 1930 wurden durch den schweizerischen Burgenverein unter der Leitung des Architekten Eugen Probst umfangreiche Freilegungs- und Sicherungsarbeiten durchgeführt. Die Finanzierung erfolgte durch Mittel aus dem Nachlass von Anton Cadonau; an ihn erinnert eine bronzene Gedenktafel im Innenhof. Leider wurden die Untersuchungen archäologisch unsachgemäss durchgeführt. 1997 bis 2001 erfolgte eine Gesamtkonservierung der Anlage mit Beiträgen von Bund, Kanton und Gemeinde und zahlreichen privaten Spenden.

## Anlage

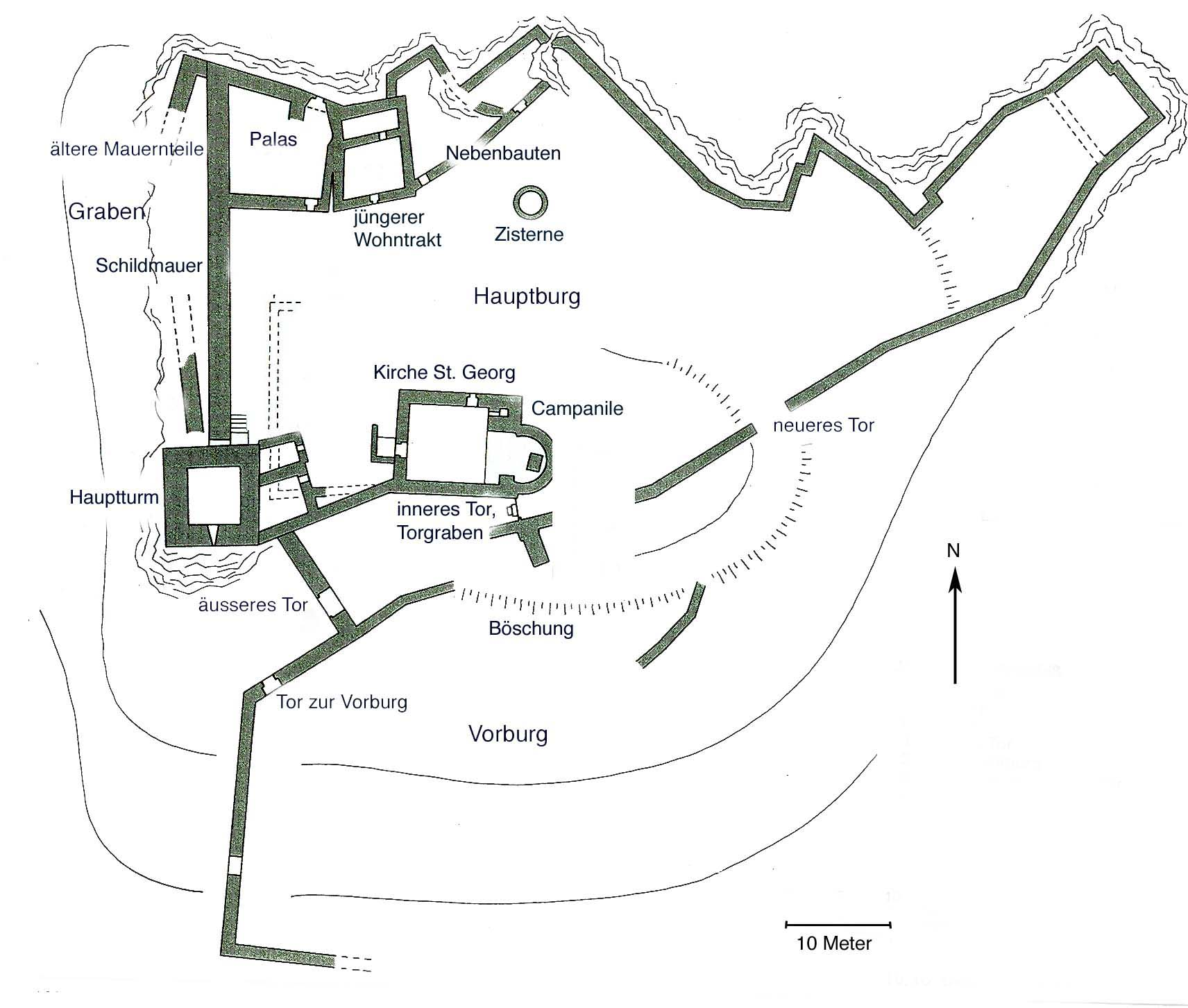
Übersichtsplan

Auf der Nord- und Ostseite war die Anlage durch einen steilen Felssturz gegen jede Annäherung geschützt. Auf der steilen, aber nicht unpassierbaren Südseite finden sich Reste von Aussenbefestigungen. Im Westen wurde die Burg durch einen tiefen und breiten Graben vom Bergrücken abgegrenzt.
Das Burgareal hat die Form eines Dreiecks, dessen Basis im Westen vom Graben gebildet wird. Hier stand eine mächtige Schildmauer, deren Trümmer sich heute hier türmen. Dieser vorgelagert liegen die Reste älterer Umfassungsmauern. In der Südwestecke steht der gut erhaltene fast quadratische mächtige Bergfried (Wohnturm) mit gegen zwei Meter dicken Mauern. Der Hocheingang lag auf der Ostseite und ist als Rundbogentür gestaltet, ebenso der Austritt auf eine Laube in der Südwand.
Der fünfgeschossige Bau mit romanischen doppelten Rundbogenfenstern in den zwei obersten Geschossen entstand wohl kurz nach 1265. An der Nordwand war ein Aborterker angebracht. Der Bau trug vermutlich ein Zeltdach.
In der Nordwestecke der Anlage stand ein Trakt mit mehreren Wohn- und Wirtschaftsgebäuden, die offenbar in verschiedenen Bauetappen errichtet worden waren: Der Palas kurz nach 1351, anlässlich des Wiederaufbaus der Burg nach einem Brand; die Nebenbauten sowie die nördliche Umfassungsmauer entlang des nördlichen Plateaurandes später.
Diese Gebäude wurden bis ins ausgehende Mittelalter vielleicht nicht bewohnt, aber doch als Scheune oder Vorratsräume benutzt. Weitere Gebäude mit unbekanntem Bestimmungszweck lagen am Fuss des Bergfrieds und in der Ostpartie des Areals. Das weitere Vorburgareal war nicht überbaut, sondern nur von einer Ringmauer umgeben. Vom äusseren Tor in der Südwestecke der Anlage gelangte man durch einen Zwinger zum inneren Tor mit vorgelagertem Graben. Der weitläufige Innenhof war mehrheitlich nicht überbaut. Im mittleren Teil liegt die aus dem Fels gehauene Zisterne.

### Kirche St.Georg
Neben der Toranlage stand innerhalb der Mauer eine dem heiligen Georg geweihte Kirche, deren hufeisenförmige Apsis wohl bis ins 8. oder 9. Jahrhundert zurückreicht. Das erhaltene Mauerwerk der Kirche mit einfachem Saalbau stammt aus dem 12./13. Jahrhundert. Der Chorbogen aus Tuffsteinquadern ist auf der Südseite original erhalten, im nördlichen Teil wurde er 1930 rekonstruiert. An der Nordostecke des Schiffs steht ein schlanker romanischer Glockenturm. Wie eine dendrochronologische Untersuchung ergab, stammt er aus dem Jahr 1070.
Westlich der Kirche wurde eine schwache Umfassungsmauer entdeckt, die offenbar einen um die Kirche gelagerten Friedhof umgab. Die darin entdeckten Gräber stammen aus dem Früh- und Hochmittelalter und deuten darauf hin, dass die Kirche ursprünglich eine Pfarrkirche gewesen war.

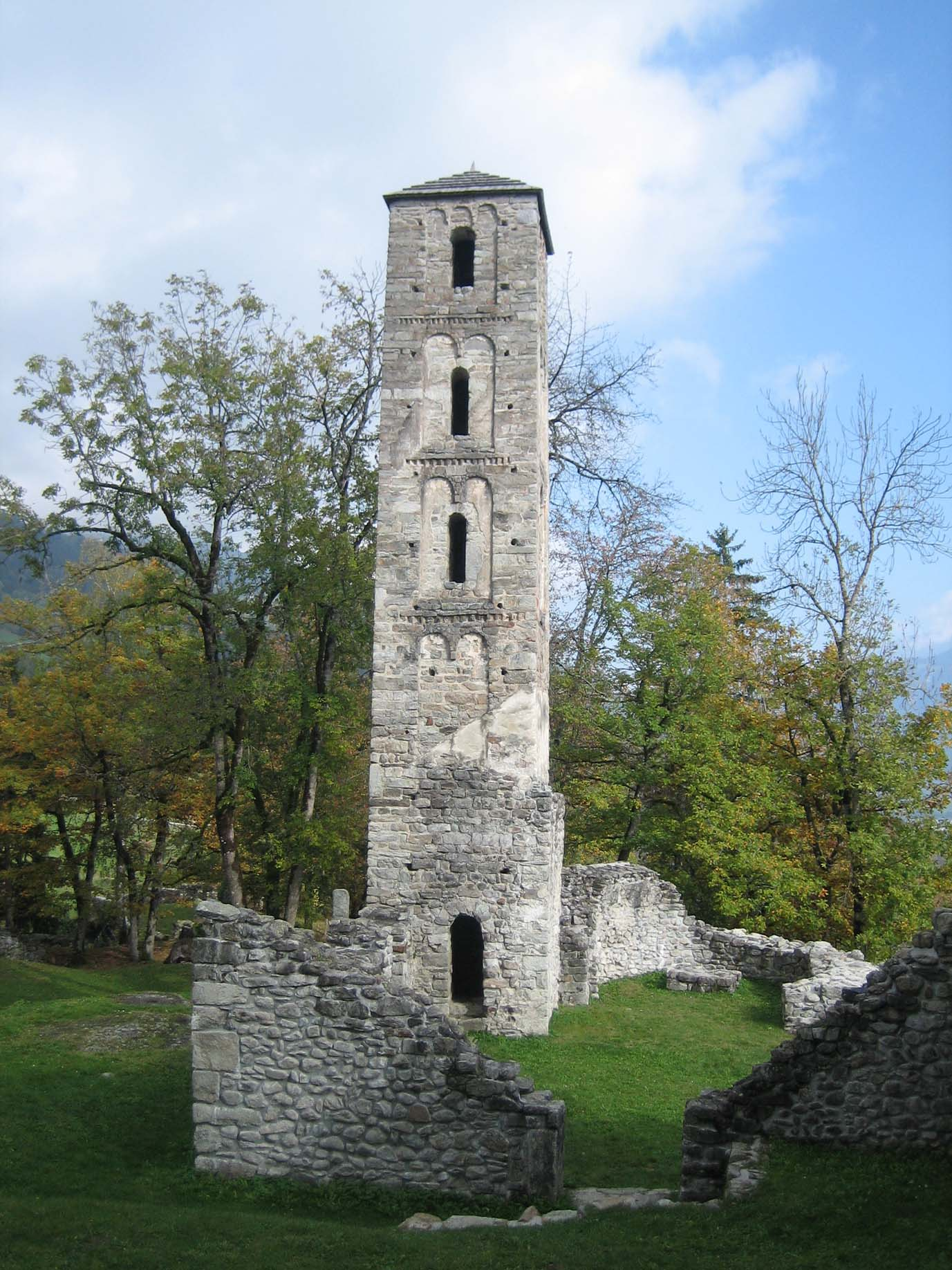
Glockenturm
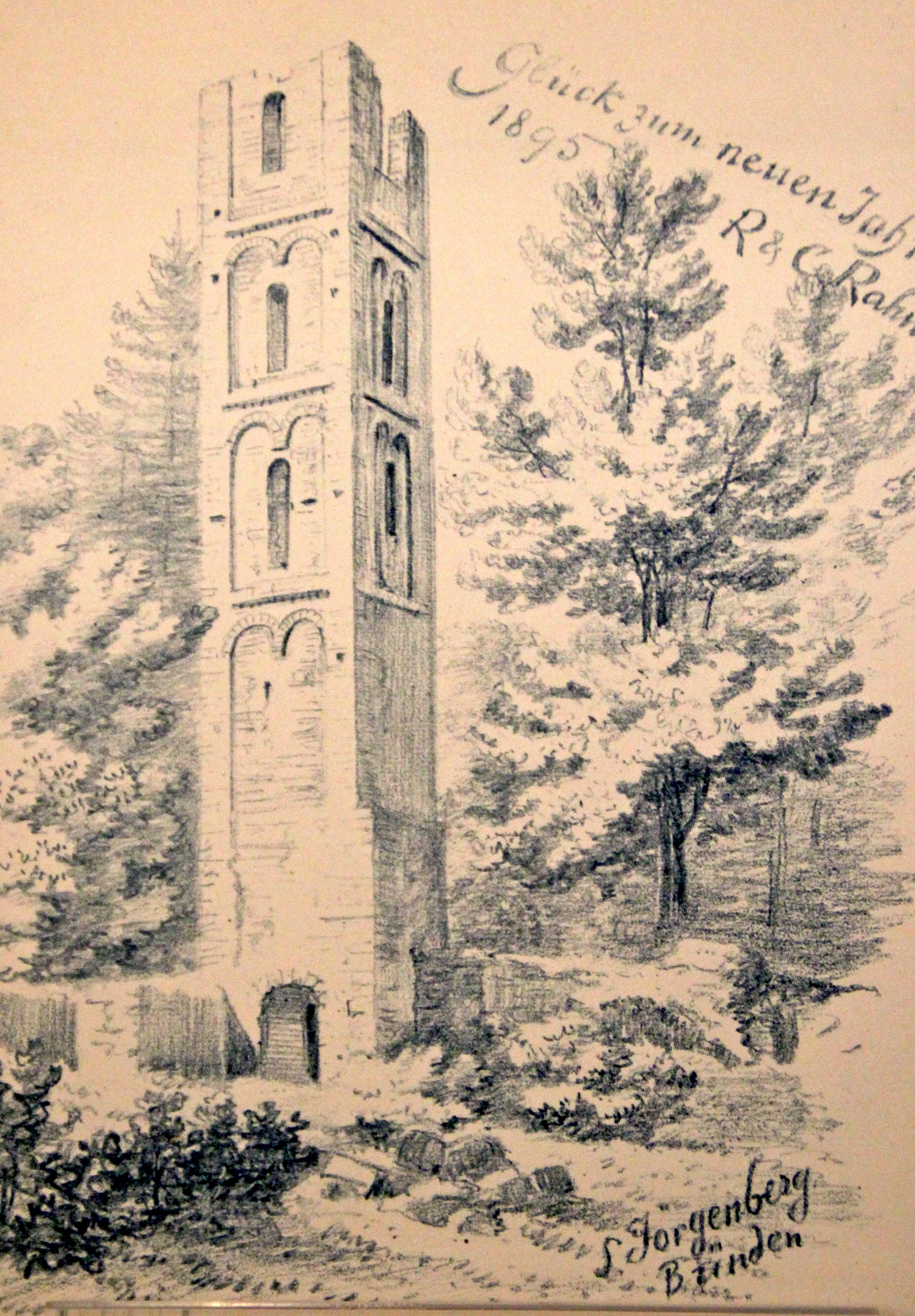
Darstellung von Johann Rudolf Rahn, 1894
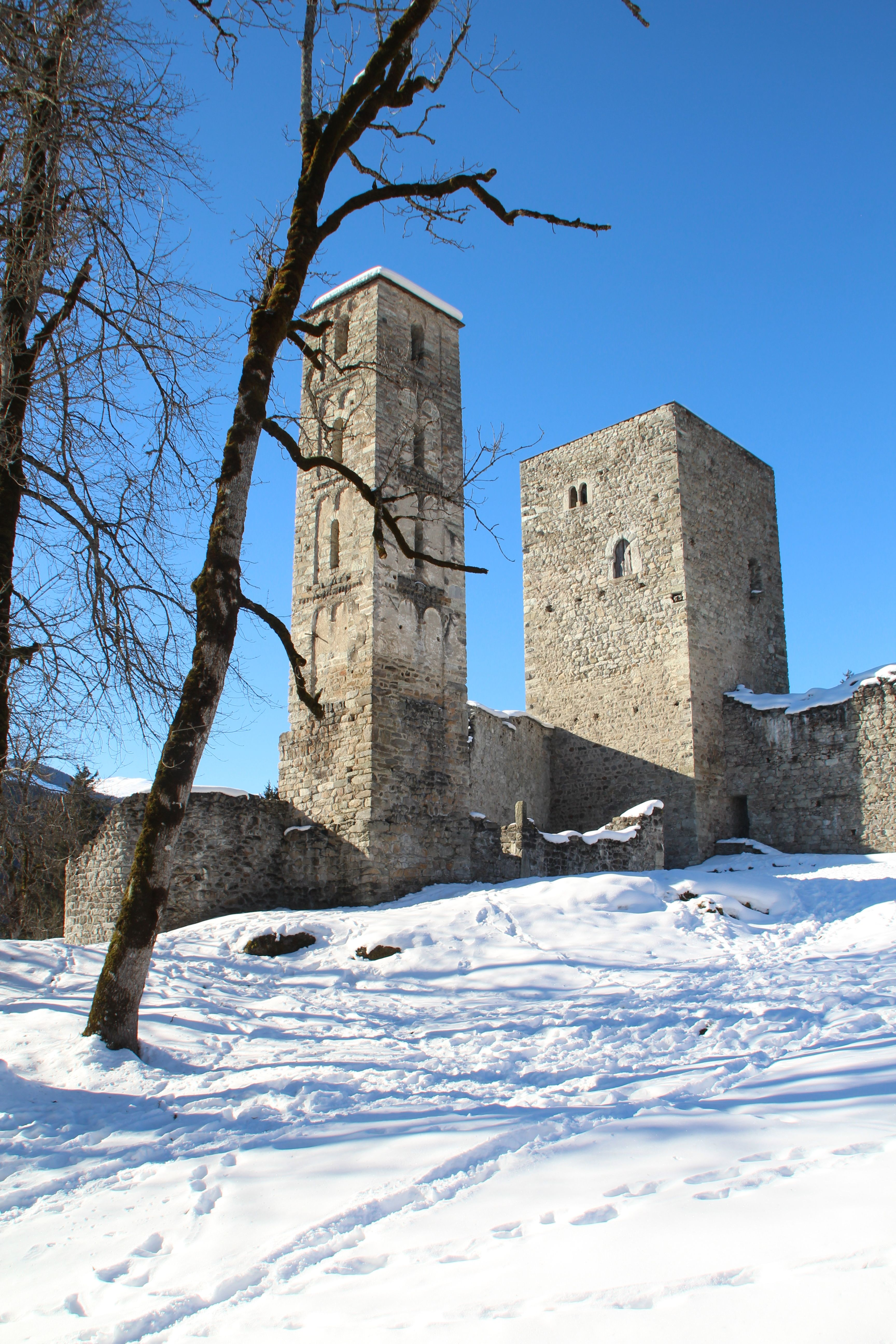
Burgwinter 2015
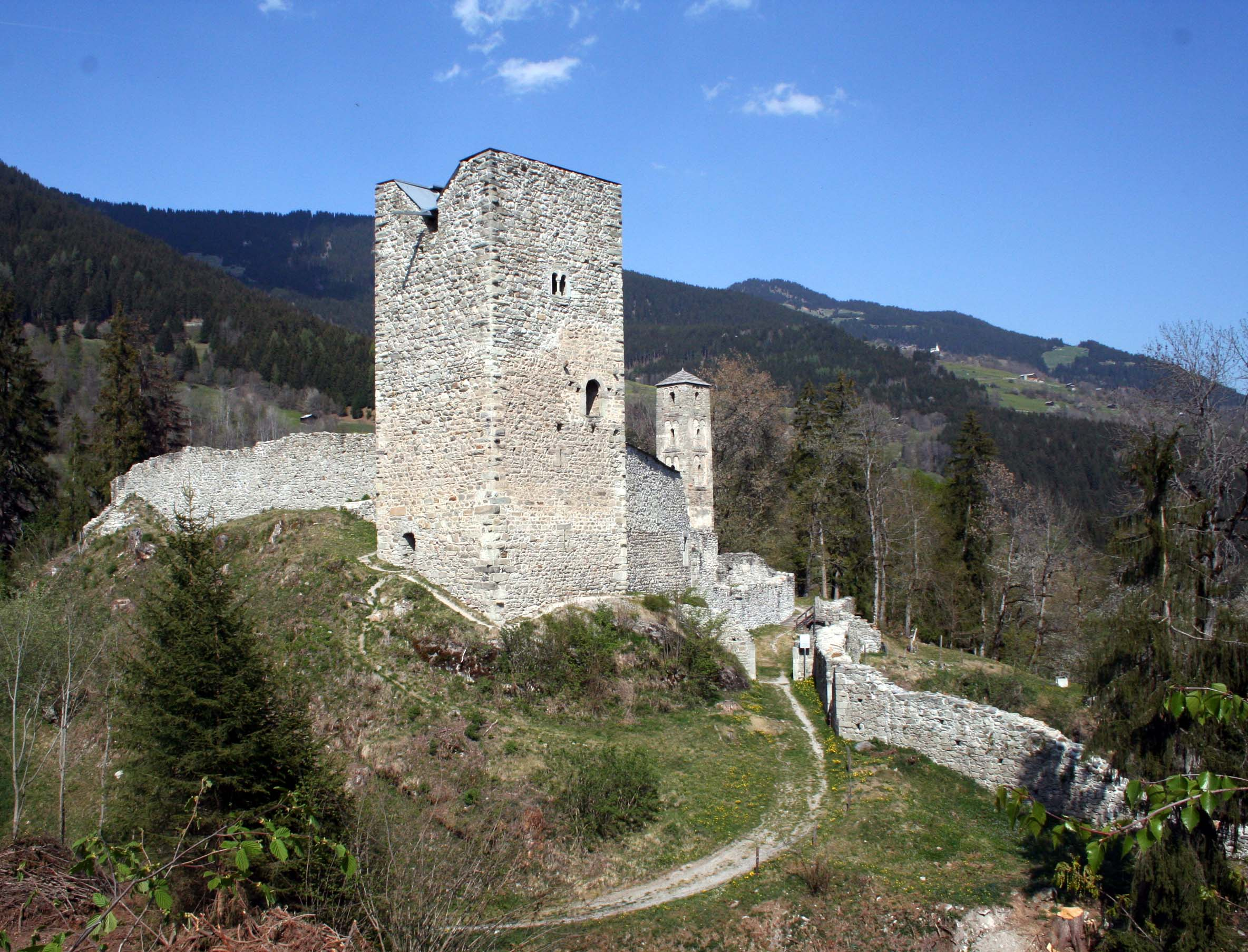
Bergfried mit Hocheingang
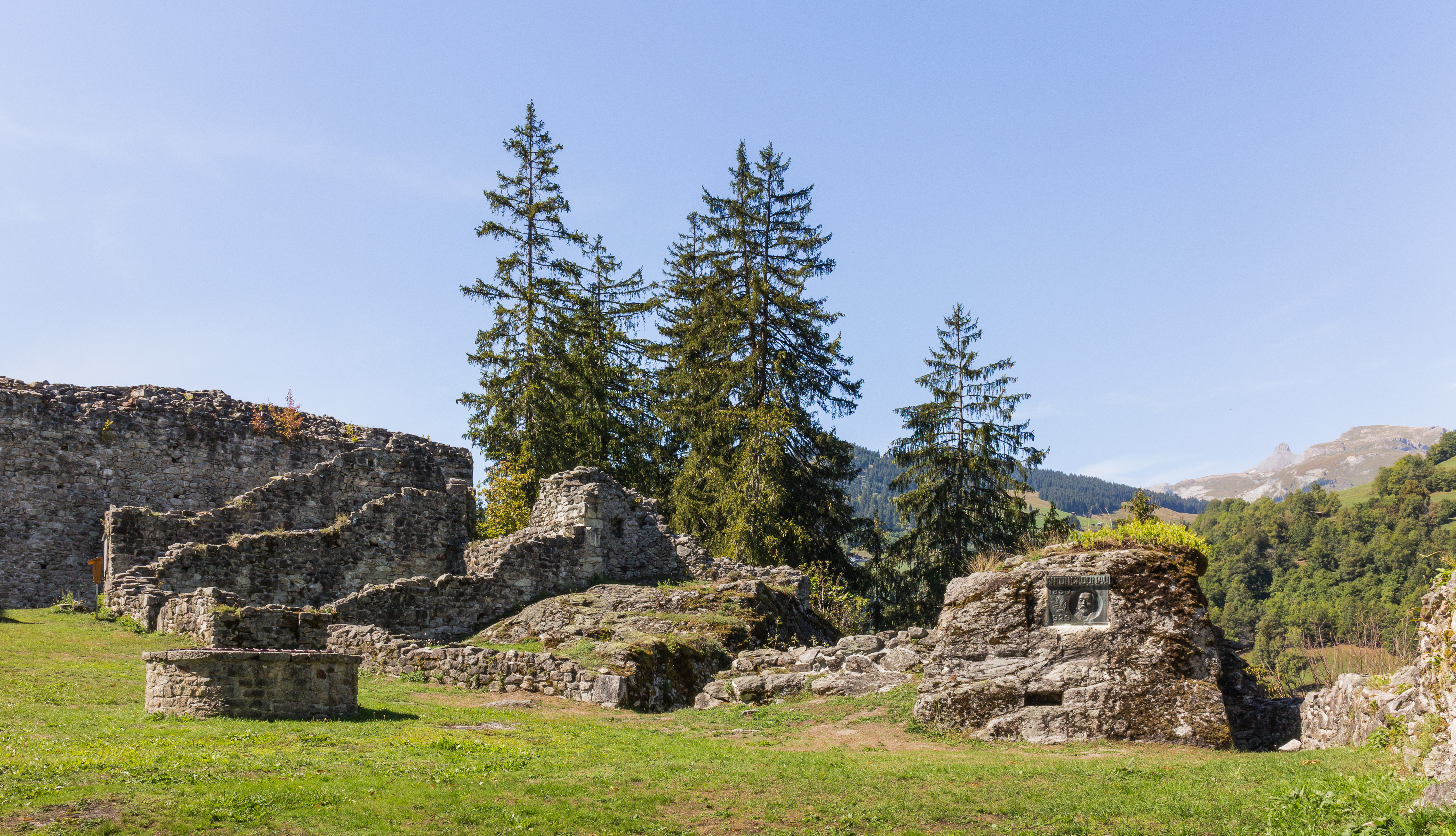
Innenbereich der Burganlage Munt Sogn Gieri
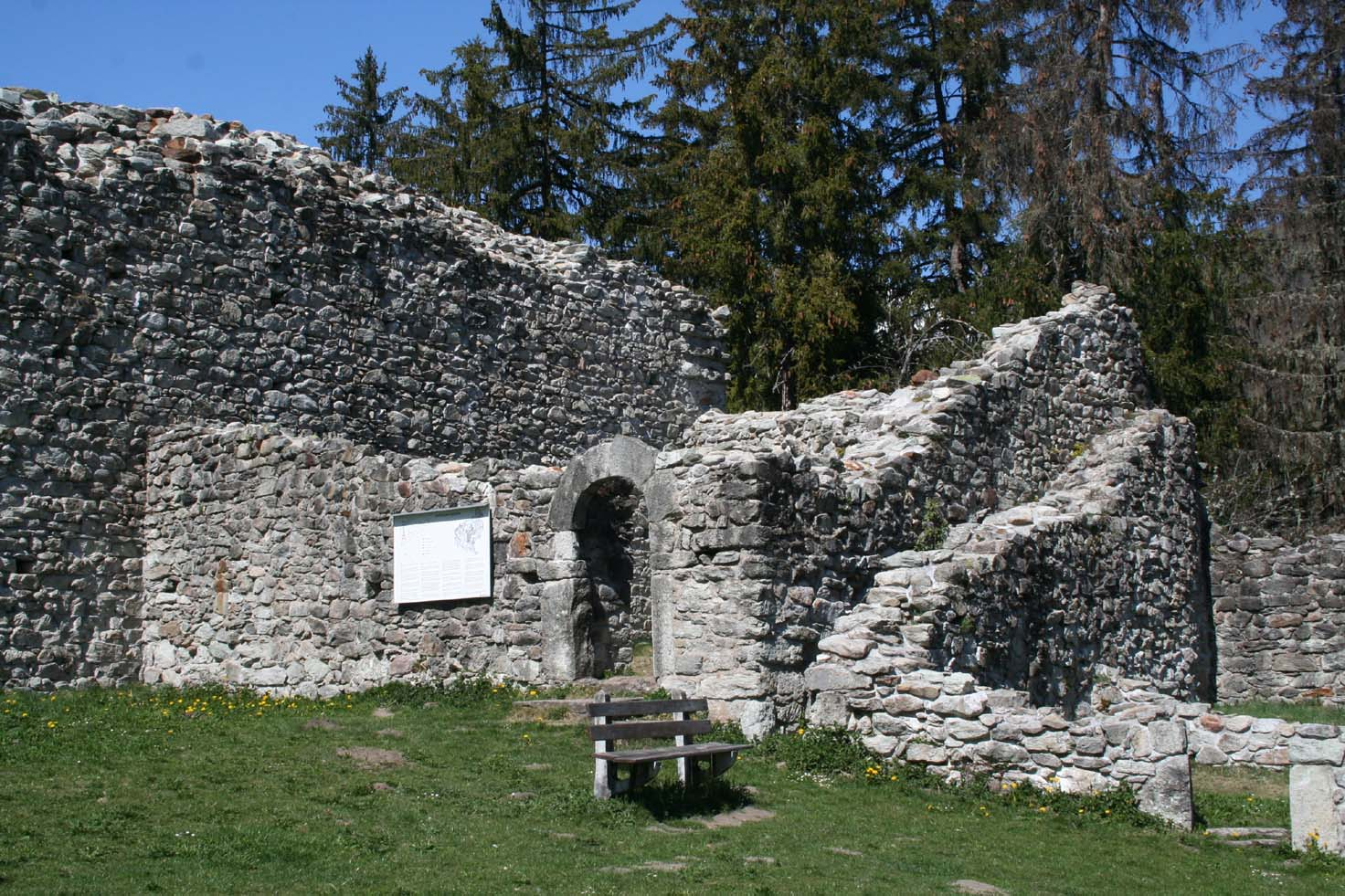
Palas
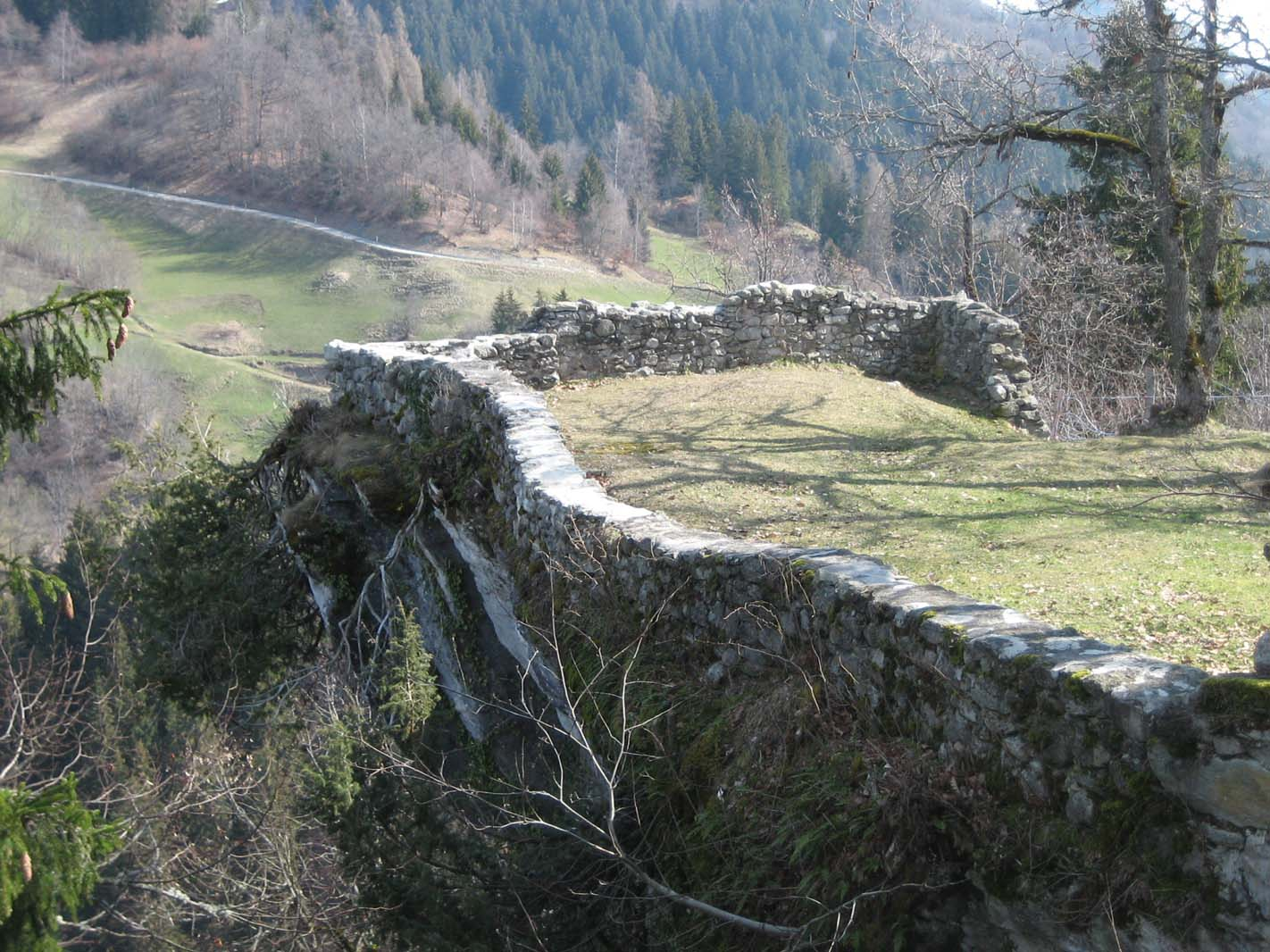
Östliche Umfassungsmauer
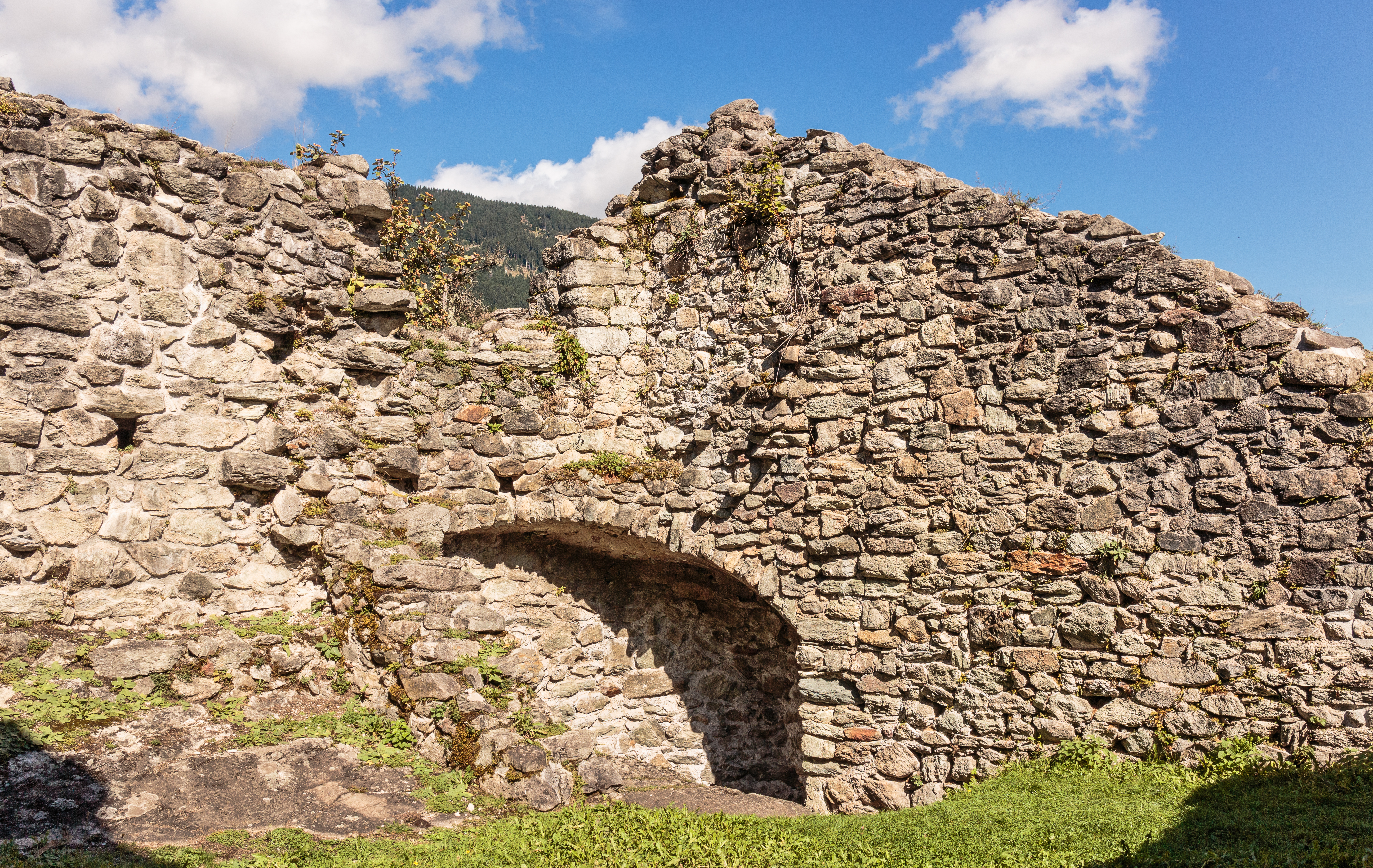
Ruine Munt Sogn Gieri

## Galgen

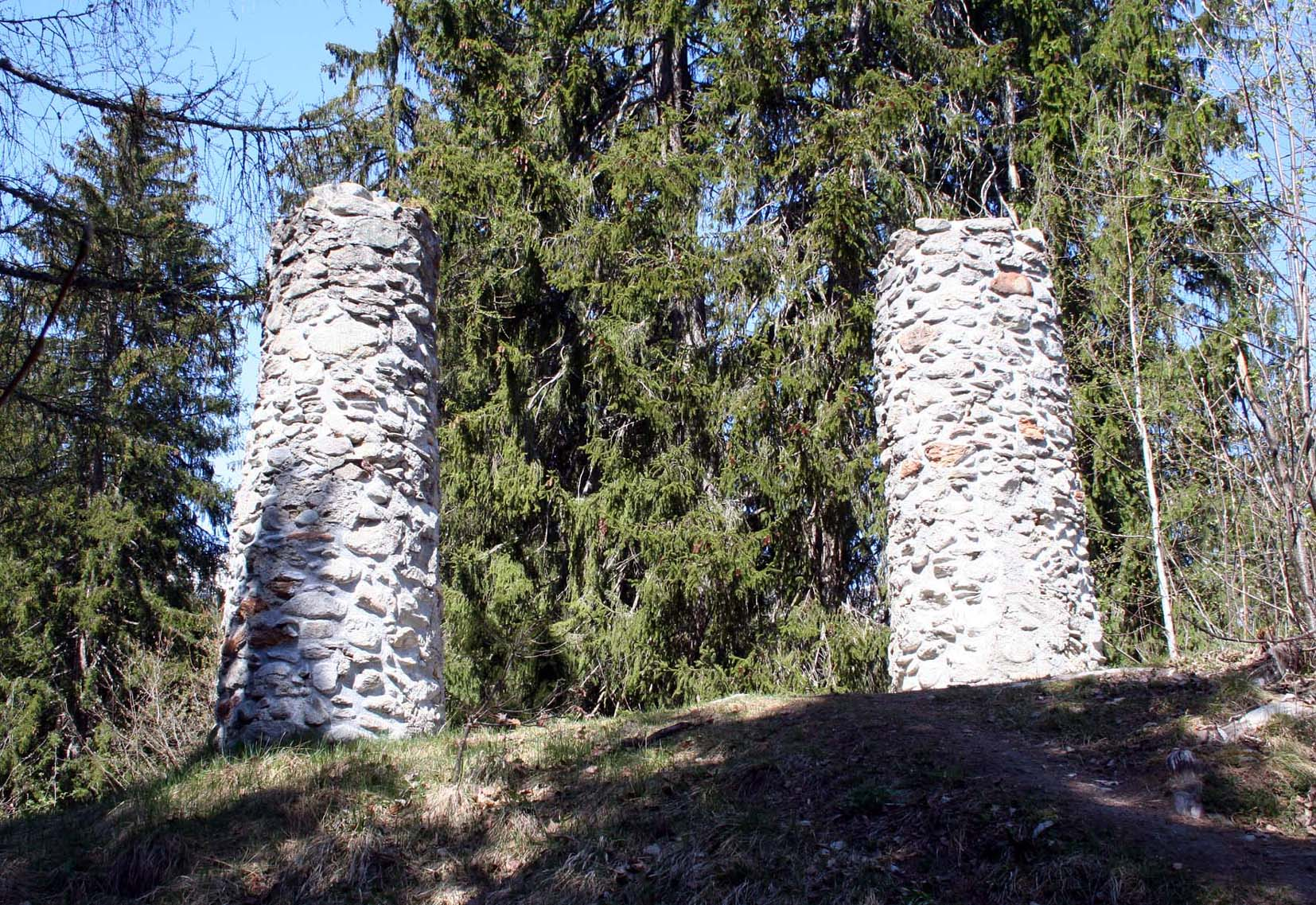
Galgen von Jörgenberg

Südwestlich der Burganlage stehen in einer Entfernung von etwa 600 Meter die zwei steinernen Rundpfeiler des einstigen Galgens von Jörgenberg und Waltensburg. Sie wurden 1998 restauriert.

## Sage
Bei der Burg spielt die Sage vom schatzhütenden Burgfräulein auf Jörgenberg.